# Llistó
El llistó [Brachypodium retusum (Pers.) Beauv.] és una planta herbàcia habitual a erms i prats. Pertany a la família de les poàcies.
Té les tiges folioses ramificades, amb fulles disposades a banda i banda (dístiques), de vegades gairebé perpendiculars a la fulla. És un camèfit, per tant, no perd les parts aèries a l'estació desfavorable.
És una herba molt comuna a les contrades mediterrànies en comunitats més o menys obertes, des del carrascars i les garrigues fins a diferents tipus de prats. A sòls prims i eixuts s'hi fa una comunitat, el llistonar, en què és l'espècie dominant. Als Països Catalans el llistó és comú arreu, excepte cap als Pirineus, on esdevé més rar, i se'l pot trobar de 0 fins a 1.700 m d'altitud. Es troba a tot el sud d'Europa, el nord d'Àfrica i el Pròxim Orient fins a Aràbia.
És una planta que té usos medicinals com a hipotensor, antidiarreic, astringent, diürètic, antiinflamatori i per a banys dèrmics. També s'usa en jardineria i per a la protecció, estabilització i fixació del sòl a talussos secs i pedregosos.
Popularment es coneix també com llitsó, cerverol, fenal, fenàs, fenàs cerver/server, gerber, fenàs de botgeta, fenàs reüll, fenassos, pelosa.

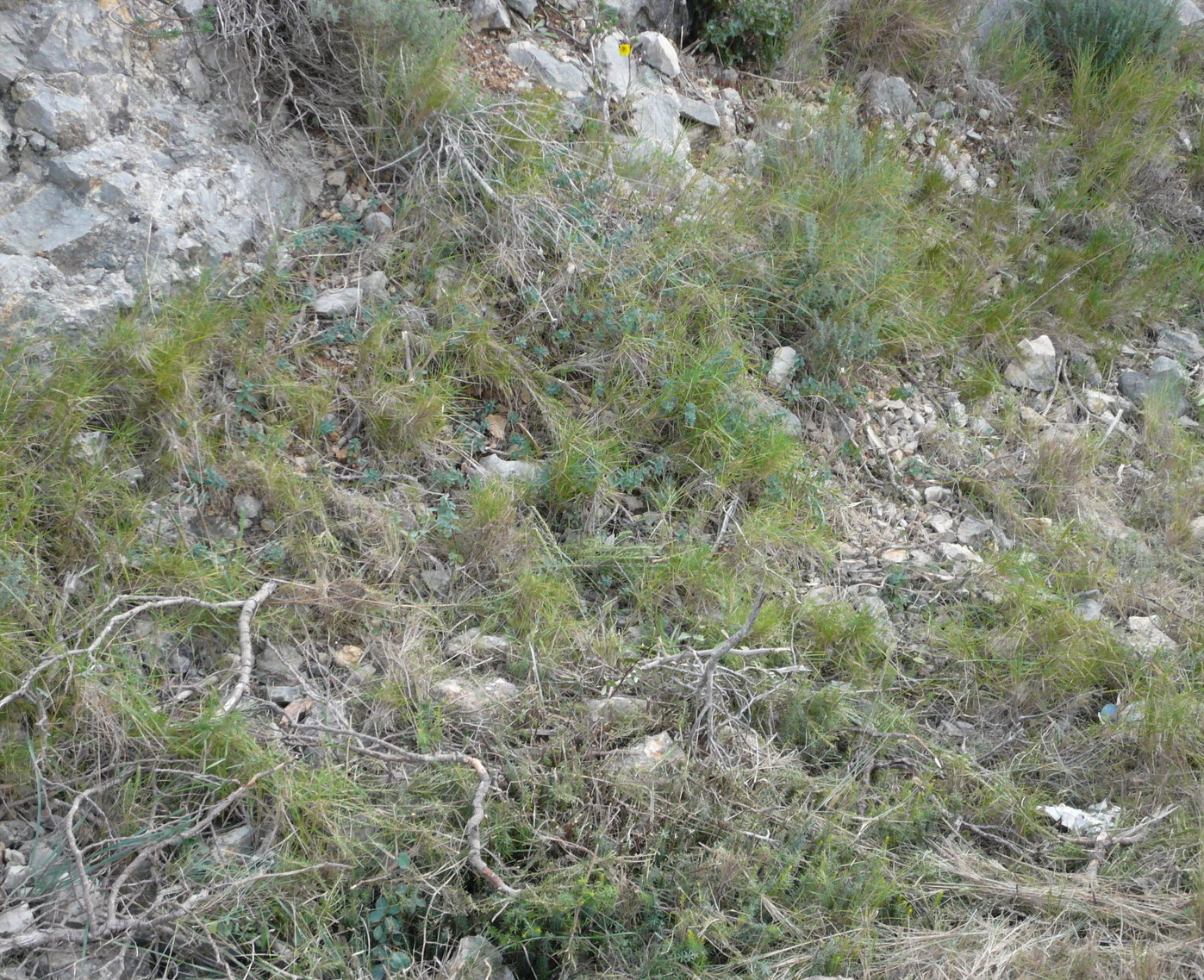
Brachypodium retusum, llistó, a Canyelles (Garraf), a l'hivern. Observeu la migradesa del sòl.
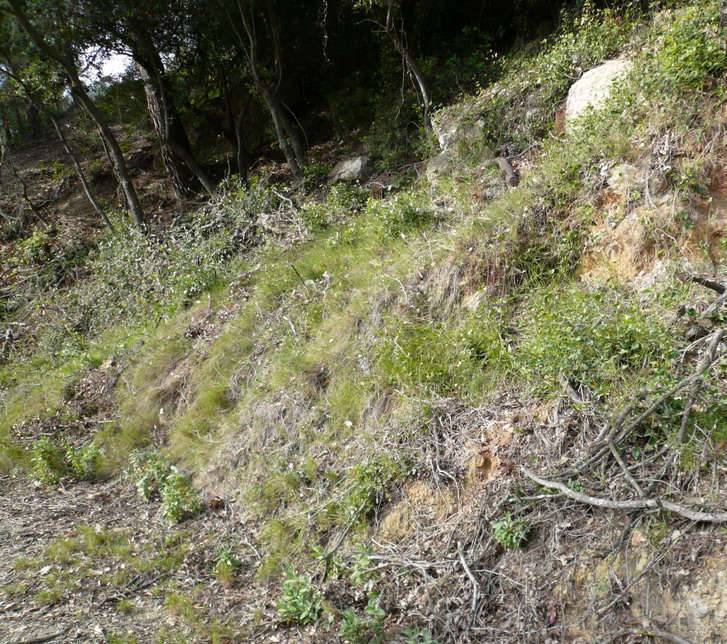
Brachypodium retusum, llistó, a la Serra de Collserola, prop de Can Sauró
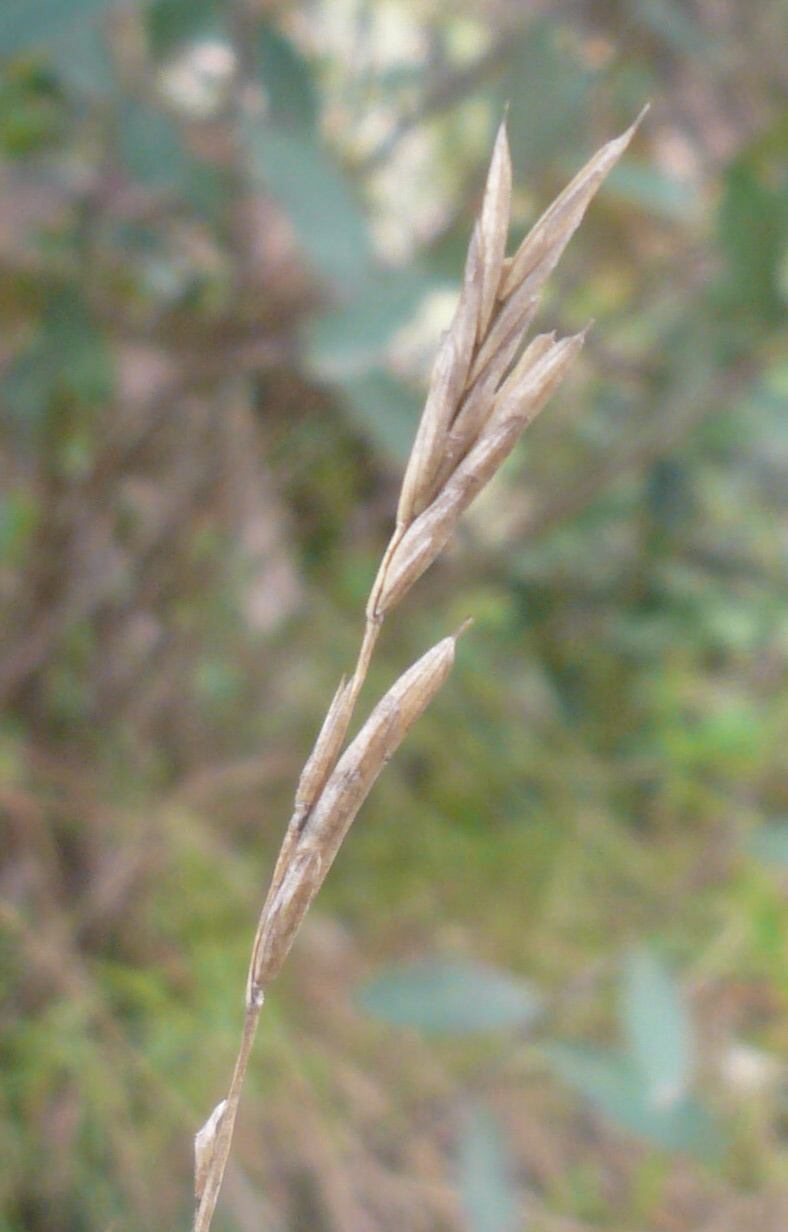
Espiguetes seques de l'any anterior, a la Serra de les Torretes, prop de Martorell